# Eichwege
Eichwege (bis 1937 Dubraucke, niedersorbisch Dubrawka) ist ein Gemeindeteil der zum Amt Döbern-Land zählenden Stadt Döbern im brandenburgischen Landkreis Spree-Neiße. Bis zur Eingemeindung im Jahr 1974 war Eichwege eine selbständige Gemeinde.

## Geografie
Die südliche und westliche Umgebung Eichweges wird durch den Muskauer Faltenbogen geprägt, im Norden berührt der Ort das Döberner Stadtgebiet und im Osten den ausgedehnten Zschornoer Wald. Durch Eichwege führt die Bundesstraße 115, die auf der Höhe des Ortes und des Gewerbegebiets den historischen Straßenzug Spremberg–Sorau kreuzt. Diesen bezeichnet man noch immer als Alte Heerstraße oder Salzstraße.

## Geschichte

### Verwaltungszugehörigkeit
Das in der südlichen Niederlausitz gelegene Dorf gehörte seit 1818 innerhalb der preußischen Provinz Brandenburg dem Landkreis Spremberg an. Im Jahr 1952 gelangte es zum neu gebildeten Kreis Forst im Bezirk Cottbus. Eichwege wurde zum 1. Januar 1974 in die Stadt Döbern eingegliedert. Im Zuge der Ämterbildung 1992 in Brandenburg wurde Döbern Sitz des Amtes Döbern-Land. Mit der Kreisreform 1993 kam die Stadt Döbern zum Landkreis Spree-Neiße.

### Bevölkerungsentwicklung
Im Jahr 1818 zählte man 220 Einwohner, zur Jahrhundertwende bereits 354. Die rasche Bevölkerungszunahme, die im direkten Zusammenhang mit dem industriellen Aufschwung des Dorfes stand, setzte sich fort. So war die Einwohnerzahl schon 1939 auf 684 gestiegen.
Als Wendisch sprechend galten im Jahr 1847 noch 280 der damals 308 Einwohner. Als Waldemar Goessgen 1902 seine Ergebnisse über Die Mundart von Dubraucke vorlegte, äußerte er sich über die sorbische Sprache ebenfalls: „In allen vier Dörfern [des Kirchspiels] herrscht gegenwärtig die deutsche Sprache; wenige alte Leute giebt es ja noch, die wendisch verstehen, aber es kommt doch selten vor, dass man wendisch sprechen hört. […] die wendische Sprache ist nun bereits seit Jahrzehnten so gut wie verklungen, die Bauern bedienen sich der deutschen Sprache.“
Unter nationalsozialistischer Herrschaft wurde der Ort im Zuge der Germanisierung sorbischstämmiger Ortsnamen in Eichwege umbenannt (dubrawka = Eichenwald). Anders als in den meisten Orten der Lausitz erhielt der Ort seinen ursprünglichen Namen bis heute nicht zurück, jedoch erinnert seit 1991 die Dubraucker Straße im Ortskern an den alten Namen.

### Kirche, Schule, Gut

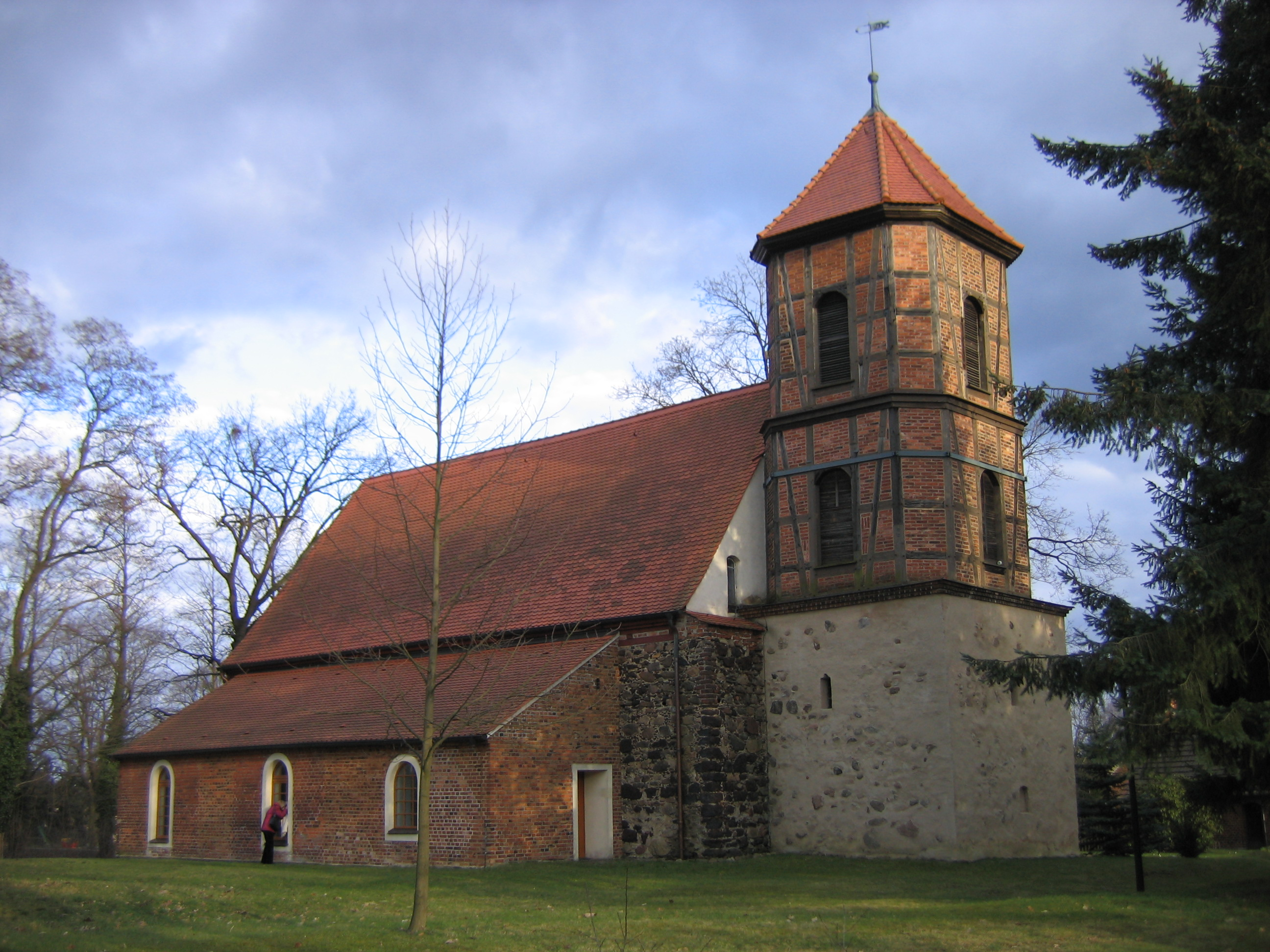
Dorfkirche Eichwege

Das Dorf ist mit einiger Wahrscheinlichkeit verhältnismäßig alt, wenngleich Nachweise aus dem 13. und 14. Jahrhundert als zweifelhaft gelten. Seine verbürgte Ersterwähnung fällt in das Jahr 1527. Ein Lehnbrief, 1576 auf einen Georg von Feuer ausgestellt, nennt Dorf, Gut, Rittersitz, Vorwerk und Kirchlehn Dubraucke.
Die Dorfkirche Eichwege, die aus Feldsteinen und Raseneisensteinen errichtet wurde, stammt im Kern aus dem 14./15. Jahrhundert. Ihr gedrungener Turm ist bis zur Traufhöhe mittelalterlich, der Aufsatz in Fachwerk stammt von 1791/1792. Die Portale und Fenster sind meist verändert, Reste älterer Öffnungen sind im Mauerwerk erkennbar. Die nördlichen und südlichen Anbauten stammen aus dem 19. Jahrhundert. Der Innenraum ist von einer hölzernen Tonne überwölbt. Im Westen und Norden sind Emporen angebracht. Die polygonale hölzerne Kanzel stammt aus dem Ende des 17. Jahrhunderts. Die sechseckige Taufe mit Figurenschmuck aus Metallguss kam im 3. Viertel des 19. Jahrhunderts in die Kirche. Außen an der Südseite wurden ein Figurengrabstein und ein Sandsteinepitaph mit fast lebensgroßer Engelsfigur aufgestellt sowie einige Inschriftgrabsteine.
Nach der Reformation, urkundlich seit 1545, wurde die Kirche Pfarrkirche für die Gläubigen in Tschernitz, Wolfshain und Friedrichshain und ist dies bis heute. Von spätestens 1672 an war Dubraucke Schulort.

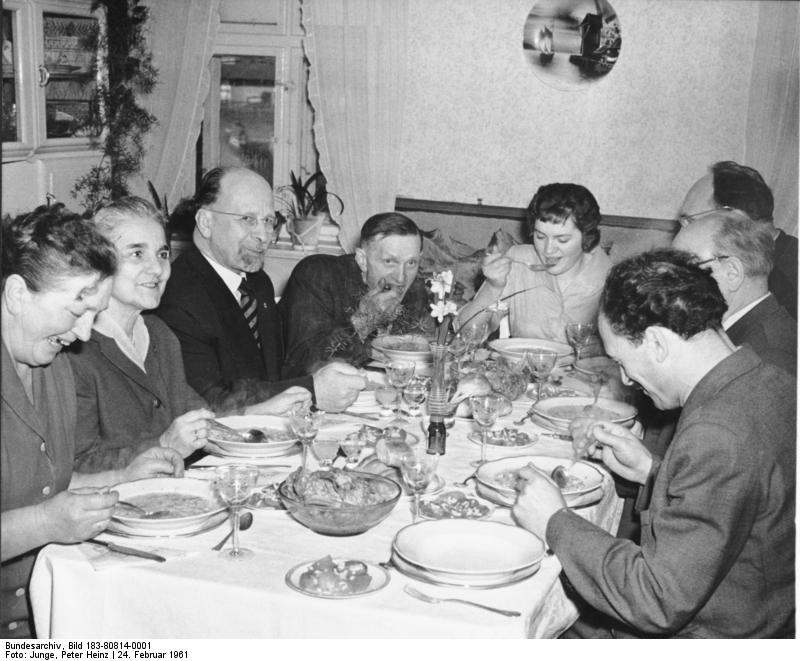
Walter und Lotte Ulbricht bei Bauern in Eichwege

Das Schloss, das in seiner letzten Fassung durch Hermann Killisch-Horn, Begründer der Berliner Börsen-Zeitung und von 1871 bis 1886 Besitzer des Ritterguts, errichtet wurde, überdauerte wegen Baufälligkeit nach einem Interim als dörfliches Verwaltungs- und Kulturhaus die Zeiten der DDR nicht. Die umliegenden Wirtschaftsanlagen nutzte eine Maschinen-Ausleih-Station (MAS), später Maschinen-Traktoren-Station (MTS). Die MAS wurde im Herbst 1952 gemeinsam von den Schriftstellern Bertolt Brecht und Erwin Strittmatter besichtigt. Im Februar 1961 gab es einen Dorfbesuch von Walter Ulbricht.

### Erwerbssituation
Die Bewohner verdienten sich durch die Jahrhunderte hindurch ihren Lebensunterhalt vor allem mit landwirtschaftlicher Tätigkeit. Eine besondere Rolle hat immer die Aufzucht von Schafen gespielt. Mit dem Jahr 1864 werden zwei Ziegeleien erwähnt, schon seit längerer Zeit existierte eine Windmühle.
1871 kam es westlich der Chaussee Cottbus–Muskau (jetzige B 115) auf dem Grundbesitz des Ritterguts durch den Steiger Gustav Neumann zum Aufschluss der Braunkohlengrube Gotthelf, die in einer ersten Phase sechs Jahre lang erfolgreich betrieben werden konnte und bis zu 34 Leute beschäftigte. 1887 wurde der Abbau in einer benachbarten Mulde fortgesetzt. Das gesamte Grubenfeld hatte eine Ausdehnung von 2500 Metern, seine Breite betrug 800 Meter. Die Grube, die mit mehreren Unterbrechungen bis 1916 in Betrieb war, unterhielt ein eigenes Anschlussgleis zur Bahnstrecke Weißwasser–Forst.
1891 wurde unter dem Namen Emilienglück eine zweite, mit einer Länge von 400 Metern wesentlich kleinere Grube eröffnet. Sie verlief östlich der Chaussee und wurde im Tiefbau betrieben. Vermutlich haben die mehrfach stockende Förderung durch aufsteigende Wässer und ein Grubenbrand das vorzeitige Ende des Unternehmens erzwungen. 1896 gelangte das Abbaufeld zu Gotthelf. Beide Gruben wie auch das Rittergut litten unter wiederholten Konkursen und Besitzerwechseln.
Dubraucke verfügte außerdem über zwei Tafelglashütten, die 1889 durch die Gebrüder Futter gegründet wurden, Gutsbesitzer bis 1894.

## Tourismus
Aus dem gefluteten und gesicherten Restloch der Grube Gotthelf entstand der Badesee Eichwege, an den sich ein Campingplatz und zahlreiche Bungalows anschließen. Ebenfalls mit Blick auf den Tourismus wurde in der Dubraucker Straße ein Hüttencamp mit preiswerten Übernachtungsmöglichkeiten geschaffen. In dessen Nachbarschaft befindet sich der öffentlich zugängliche Umwelt- und Lehrgarten Eichwege.

## Persönlichkeiten
- Kurt Reinicke von Callenberg (1607–1672), sächsischer Oberhofmarschall, Standesherr der Standesherrschaft Muskau, war ab 1658 bis zu seinem Tode Rittergutsbesitzer in Dubraucke.